# Dorsaf Ganouati

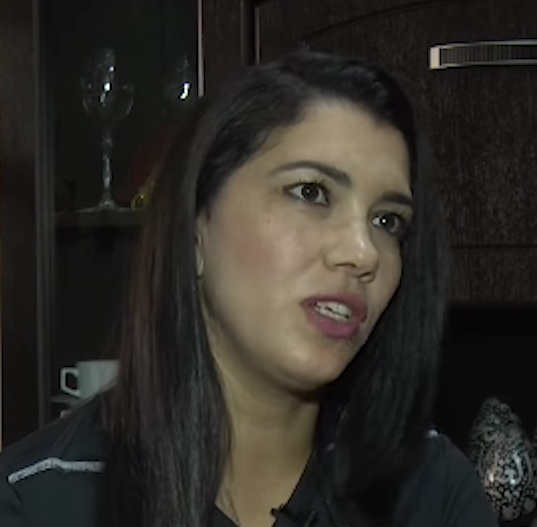
Dorsaf Ganouati

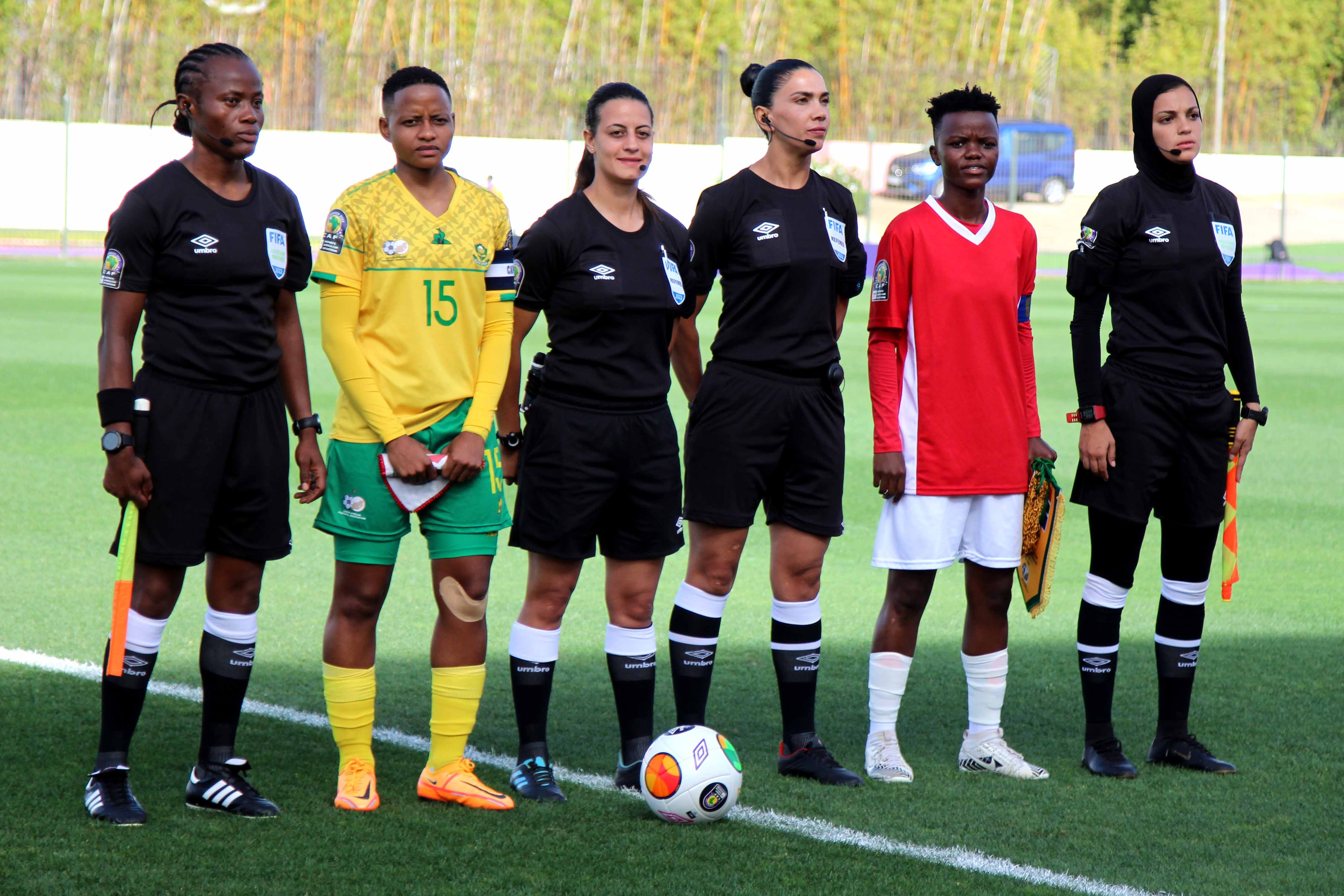
Dorsaf Ganouati (dritte von rechts)

Dorsaf Ganouati (* 10. Februar 1984) ist eine tunesische Fußballschiedsrichterin.
Ganouati war zunächst Torhüterin und begann 2011 als Schiedsrichterin. Seit 2015 steht sie auf der FIFA-Liste und leitet internationale Fußballpartien.
2019 leitete Ganouati als erste weibliche Schiedsrichterin ein Spiel in der ersten tunesischen Liga.
Beim Afrika-Cup 2018 in Ghana wurde Ganouati bei einem Gruppenspiel eingesetzt. Beim Afrika-Cup 2022 in Marokko leitete sie zwei Spiele in der Gruppenphase.
Zudem wurde sie als Unterstützungsschiedsrichterin für die U-17-Weltmeisterschaft 2022 in Indien nominiert.